# Thanas Qerama
Thanas Qeram (n. 17 aprilie 1945, Durrësi, Albania – d. 2004, Tirana, Albania) a fost un scriitor albanez, romancier și autor de povestiri science fiction. A fost editor al revistei Horizonti pe parcursul anilor 1979-1989, o revistă pentru adolescenți cu curiozități și povestiri naturaliste și istorice. 

## Biografie
A absolvit studiile de filologie la Universitatea din Tirana. După absolvire, a început să lucreze ca jurnalist-reporter al revistei Bashkimi. În 1977 a lucrat la Agenția Albaneză a Telegrafului.
Thanas Qerama este unul dintre pionierii literaturii albaneze științifico-fictive. A debutat la începutul anilor 1980. A scris povestiri și romane. În anii 1979-1989 a editat revista Horizonti, care a prezentat realizările științei moderne dar, de asemenea, a popularizat științele naturale și istoria.

## Lucrări scrise
- 1981: Për ditët e lirisë - Pentru Zilele Libertății
- 1981: Roboti i pabindur - Robotul Rebel
- 1982: Një javë në vitin 2044 - O săptămână în 2044
- 1984: Fajtori i Padukshëm - Vinovat invizibil - roman
- 1984: Dy rrugë drejt yllberit - Două căi spre stea
- 1987: Misteri i tempullit të lashtë - Misterul vechiului templu
- 1993: Njëzet vjet në Kozmos - Douăzeci de ani în Cosmos - Povestiri

## Vezi și
- Listă de scriitori albanezi